# Aeroporto Gustavo Artunduaga
O Aeroporto Gustavo Artunduaga (em castelhano:  Aeropuerto Gustavo Artunduaga) (IATA: FLA, ICAO: SKFL) é um aeroporto colombiano localizado a 3 km ao sudeste da cidade de Florencia, no departamento de Caquetá.

## Companhias Aéreas e Destinos
| Companhias        | Cidades                                                       | Aliança       |
| ----------------- | ------------------------------------------------------------- | ------------- |
| Avianca 1 destino | Doméstico (1): Bogotá                                         | Star Alliance |
| Satena 4 destinos | Domésticos (4): Araracuara / Bogotá / Cáli / Puerto Leguízamo | N/A           |